# Carta de Pero Vaz de Caminha

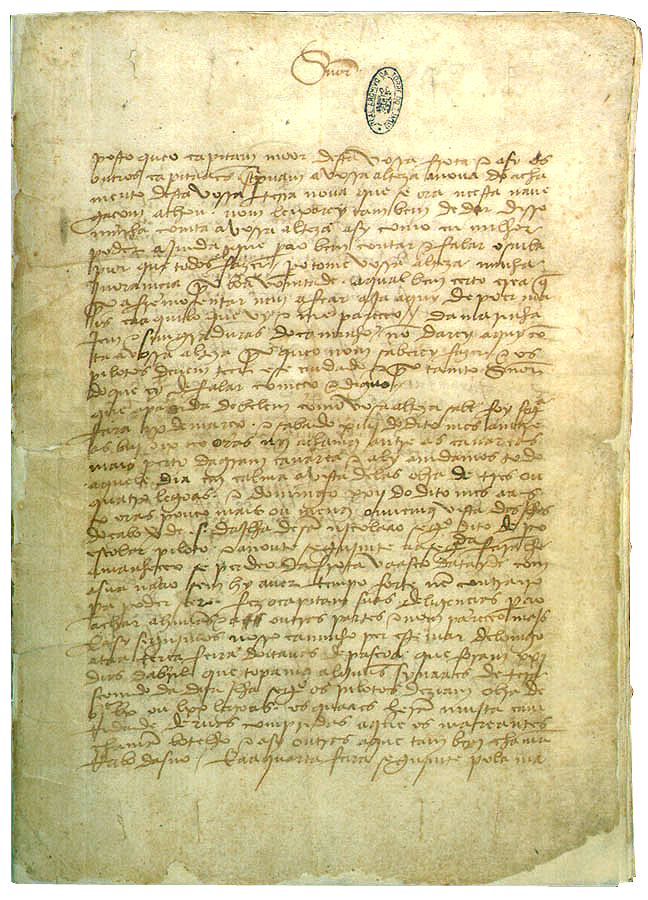
Carta de Pero Vaz de Caminha al Rey Manuel I

En su carta a Manuel I de Portugal, Pero Vaz de Caminha ha escrito un relato de cómo era parte de Brasil en 1500. "[...] Esse arvoredo, que é tanto, tamanho, tão basto e de tantas prumagens, que homens as não podem contar.", que se traduce aproximadamente como "Tal inmensidad de la enorme línea de árboles, con abundante follaje, que es incalculable", es una de las descripciones más famosas de Pero. Describe en un diario su primer viaje de Portugal a Brasil y su llegada a este país. Esta carta es considerada tanto el primer documento de la historia brasileña como su primer texto literario. El original de este documento de 27 páginas se puede encontrar en el Archivo Nacional de la Torre do Tombo, Lisboa.

## Contexto
Manuel I ascendió al trono en un momento en que Portugal estaba descubriendo riquezas en África y Oriente; estaba interesado en garantizar que Portugal mantuviera el dominio en el comercio con Oriente. Portugal había establecido su presencia con fuertes, prisiones y puestos comerciales fortificados.
Pedro Álvares Cabral dirigió la flota portuguesa más grande en una misión a Calcuta, India, donde Vasco da Gama había abierto una ruta marítima dos años antes. Muchos historiadores han debatido sobre la autenticidad de este descubrimiento; algunos tienen motivos para creer que Portugal tenía conocimiento previo de la existencia de Brasil. Pero Vaz de Caminha era el secretario de esta flota; había sido designado administrador de un puesto comercial que se crearía en Calcuta. Una vez que Cabral reunió los datos básicos y se encontró con los nativos, llevó esta información y la carta de Caminha en un barco más pequeño de regreso a Lisboa. 

## Contenido

### Descripción general de los pueblos originarios.
| "A feição deles é serem pardos, um tanto avermelhados, de bons rostos e bons narizes, bem feitos. Andam nus, sem cobertura alguma. Nem fazem mais caso de encobrir ou deixa de encobrir suas vergonhas do que de mostrar a cara. Acerca disso São de grande inocência."         | Son de piel morena, de tez bastante rojiza, con caras y narices hermosas y bien formadas. Andan desnudos, sin ningún tipo de cobertura. No se molestan en cubrirse el cuerpo y muestran sus partes íntimas con la misma facilidad con la que muestran su rostro. En este asunto son de gran inocencia.   |
| "... andam bem curados, e muito limpos. E naquilo ainda mais me convenço que são como aves, ou alimárias montezinhas, as quais o ar faz melhores penas e melhor cabelo que às mansas, porque os seus corpos são tão limpos e tão gordos e tão formosos que não pode ser mais! " | ... Están bien cuidados y muy limpios. Y en ese aspecto, estoy convencido de que son como los pájaros, o los animales de la montaña, a quienes el aire les da mejores plumas y pelo que los de sus homólogos domesticados, ¡porque sus cuerpos son lo más limpios, regordetes y hermosos que pueden ser! |
| "E não comem senão deste inhame, de que aqui há muito, e dessas sementes e frutos que a terra e as árvores de si deitam. E com isto andam tais e tão rijos e tão nédios que o não somos nós tanto, com quanto trigo Las legumbres comemos."                                     | Sólo comen este ñame (refiriéndose a la mandioca, entonces desconocida para los europeos), que aquí abunda, y aquellas semillas y frutos que la tierra y los árboles dan de sí. Sin embargo, son más resistentes y elegantes que nosotros a pesar de todo el trigo y las legumbres que comemos.          |

### Comentarios sobre las mujeres locales, comparándolas con las mujeres europeas.
| "Ali andavam entre eles três ou quatro moças, bem novinhas e gentis, com cabelos muito pretos e compridos pelas costas; e suas vergonhas, tão altas e tão cerradinhas e tão limpas das cabeleiras que, de as nós muito bem olharmos, não se envergonhavam ". | Entre ellos caminaban tres o cuatro mujeres, jóvenes y gentiles, con el pelo muy negro y muy largo, suelto hasta la espalda; sus partes íntimas, tan prominentes y tan pulcras, y tan limpias de pelos, que no se avergonzaban cuando las mirábamos.                                                                   |
| "E uma daquelas moças era toda tingida de baixo a cima, daquela tintura e certo era tão bem feita e tão redonda, e sua vergonha tão graciosa que a muitas mulheres de nossa terra, vendo-lhe tais feições envergonhara, por não terem as suas como ella."    | Una de aquellas jóvenes se tenía pintado todo el cuerpo de abajo arriba con aquella tintura, y era tan bien formada y tan redonda, y sus partes tan graciosas, que muchas mujeres de nuestra tierra, si hubieran visto sus facciones, la hubieran visto sentirse avergonzada por no tener el suyo parecido al de ella. |

### Detalles
El almirante del barco que zarpó hacia Brasil envió a Nicolau Coelho a interactuar con los nativos. La gente que encontraron cuando llegaron a Brasil vivía de una mezcla de caza, recolección y agricultura. Eran de piel morena y rojiza y estaban completamente desnudos. Sus lenguas estaban divididas en cuatro familias principales con muchos aislamientos, e incluso las lenguas y dialectos relacionados probablemente no eran mutuamente inteligibles, por lo que tenían que comunicarse mediante acciones y lenguajes de señas. Intentaban dar a los indígenas cosas de comer como pan, pescado, pasteles, miel e incluso vino. Los nativos probaron una vez las cosas y luego las escupieron todas. También intentaron darles solo agua, pero los nativos solo se lavaron el agua en la boca y luego la escupieron. Lo único que aceptaron fue una capa que pudieran usar para cubrirse mientras dormían.

## Análisis
Además de ser la primera descripción literaria de Brasil, lo que diferencia la carta de Caminha de otros documentos es su estilo de escritura. Mientras escribía esta carta, Caminha no intentaba crear una obra literaria, sino informar exactamente lo que encontró; era un comentario detallado sobre las "costumbres, religión y características físicas de los nativos".  Carece de exageraciones y no utiliza metáforas excesivas para validar las descripciones. Dice las cosas por lo que son, no por lo que cree que representan. Otros relatos tempranos del territorio brasileño enfatizaron la idea de prosperidad y usaron adjetivos e hipérboles para describir la cantidad y calidad de su generosidad.  Hay un tono general de optimismo de que Brasil proporcionará regalos tanto espirituales como materiales. Destaca la "sencillez y el buen carácter" de los indígenas.

### Las opiniones de Caminha
Caminha no describió a los nativos brasileños como bestiales y semi-humanos, como es común en otras narrativas brasileñas de los inicios del colonialismo. No los describe como más o menos atractivos de lo que eran y parece estar particularmente cautivado por su desnudez y sus pinturas corporales. Muestra "sentimientos de admiración, encanto y proteccionismo". Cree que son parte de la creación de Dios; es respetuoso y comprensivo con ellos, por eso llama al sincretismo en lugar de la esclavitud. Durante la primera misa, los nativos brasileños respondieron favorablemente y por eso, para Caminha, vale la pena salvarlos porque "no tienen rastro aparente de corrupción espiritual". Se supone que será fácil convertir a los pueblos indígenas al cristianismo.